# St. Mauritius (St. Leon-Rot)

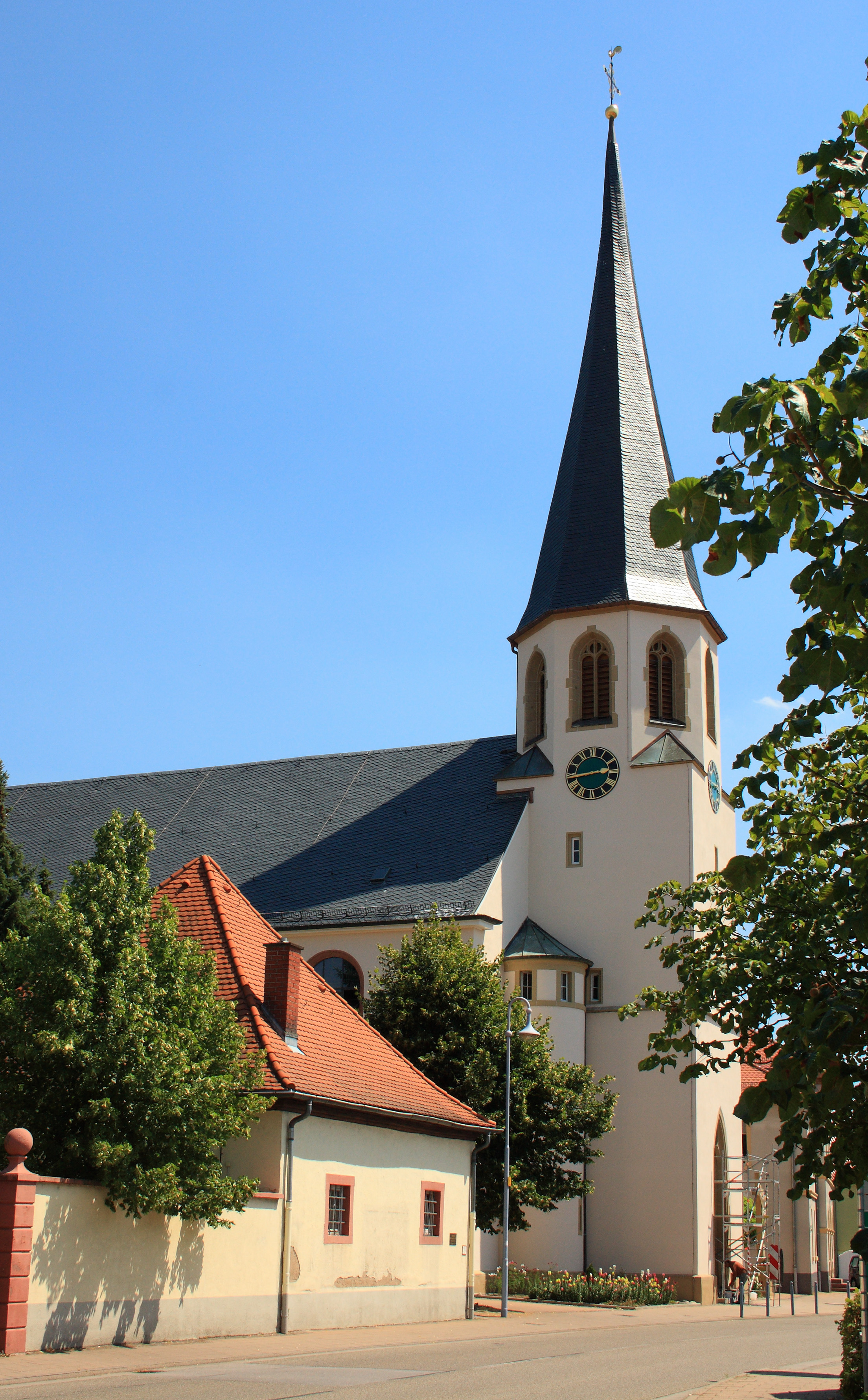
St. Mauritius in St. Leon-Rot

Die römisch-katholische Kirche St. Mauritius in St. Leon-Rot im Rhein-Neckar-Kreis in Baden-Württemberg geht auf eine mittelalterliche Kapelle zurück. Ihr Turm stammt noch aus dem späten 15. Jahrhundert, das Langhaus wurde 1812 erneuert und 1877 sowie 1958 erweitert.

## Geschichte
Die im Teilort Rot gelegene Kirche hat ihren Ursprung in einer mittelalterlichen Kapelle, die einst Filiale von St. Leon war, bevor Rot 1476 mit Genehmigung des Bischofs Matthias von Rammung zur Pfarrei erhoben wurde. Vermutlich noch im selben Jahr erfolgte auf Veranlassung des Bischofs ein Kirchenneubau, der dem hl. Mauritius geweiht wurde. Der Turm der Kirche stammt noch aus dieser Zeit. Das Langhaus wurde ab 1812 erneuert und am 13. Januar 1814 vom Ortspfarrer eingeweiht. 1877 wurde die Kirche um einen neuen Chor- und Altarbereich sowie die Sakristei erweitert, 1958 wurde der Erweiterungsbau abgerissen und durch einen neuen, geräumigeren Erweiterungsbau ersetzt. Am 9. November 1958 wurde die Kirche durch Bischof Hermann Schäufele neu geweiht. 1999 wurde die Kirche innen umfassend renoviert, dabei hat man sie bewusst schlicht ausgestaltet. 2009 wurde die Kirche außen saniert, wobei sei auch einen neuen zweifarbigen Anstrich erhielt, der die historische Farbgebung gemäß baulicher Befunde aufgreift.
Um die Kirche befand sich einst der ursprüngliche Friedhof von Rot. Nach der Vergrößerung des Langhauses hat man ihn 1813 auf die andere Seite der Straße verlegt, 1877 dann aber den heutigen Friedhof außerhalb der Ortsmitte angelegt. An den zwischen 1813 und 1877 bestehenden zweiten Friedhof bei der Kirche erinnert heute ein Steinkreuz im Hof der alten Schule.

## Beschreibung

### Außen
Die Kirche St. Mauritius ist ein einschiffiges Kirchengebäude, das mit dem Chor nach Osten ausgerichtet ist. Auf der westlichen Giebelseite befindet sich der Glockenturm, der auf einem quadratischen Unterbau als Glockenstube einen achteckigen Aufsatz mit Spitzhelm hat. Das Turmuntergeschoss dient als Eingang und Vorraum der Kirche und weist ein spätgotisches Gewölbe sowie eine alte geschnitzte Kreuzigungsgruppe eines unbekannten Meisters auf. Der westliche Teil des Langhauses ist das alte Kirchenschiff von 1812, das sich nach Osten in den geräumigen Querbau von 1958 weitet und mit einem kaum merklich gerundeten Chor auf Breite des alten Langhauses abschließt. Die Dachlandschaft der Kirche bildet eine Kreuzform.
Glocken
Im Turm befindet sich ein fünf-stimmiges Glockengeläut, bei dem eine seltene und gelungene Kombination von Bronze- und Stahlglocken vorliegt. Es weist folgende Daten auf:
| Glocke | Widmung                         | Gießer                             | Material | Gussjahr | Gewicht | Durchmesser | Schlagton |
| ------ | ------------------------------- | ---------------------------------- | -------- | -------- | ------- | ----------- | --------- |
| 1      | Christusglocke                  | Glockengießerei Bachert, Karlsruhe | Bronze   | 2003     | 1703 kg | 1456 mm     | cis’+1    |
| 2      | St. Mauritius                   | Bochumer Verein                    | Stahl    | 1921     | 1100 kg | 1430 mm     | dis’      |
| 3      | St. Maria, unsere Mutter        | Bochumer Verein                    | Stahl    | 1921     | 0650 kg | 1200 mm     | fis’      |
| 4      | Hl. Josef, bitte für uns        | Bachert, Karlsruhe                 | Bronze   | 2003     | 0505 kg | 0970 mm     | gis’+3    |
| 5      | Hl. Schutzengel, bittet für uns | F. W. Schilling, Heidelberg        | Bronze   | 1973     | 0430 kg | 0880 mm     | ais’+4    |

Die Glocken 1–4 sind in der Uhrschlag der Turmuhr einbezogen, deren  Zifferblätter auf drei Seiten des Turms die Uhrzeit anzeigen. Glocke 1 schlägt jede Stunde, zur Viertelstunde ertönen die Glocken 2–4.

### Innen
Das Kircheninnere ist sehr schlicht gehalten und wird von einer Holzdecke überspannt. Der Altarraum und Chor ist nach einem Konzept des Karlsruher Künstlers Frido Lehr gestaltet. Altar, Kanzel und Taufstein sind aus Muschelkalk gefertigt. Das Auferstehungskreuz über dem Altar ist ein Werk der Künstlerin Klara Kreß aus Karlsruhe. Die als Gipsrelief ausgeführte Kreuzwegfolge sowie die Bronze-Reliefs über den Seitenaltären schuf der Bildhauer Oskar Steidle.
Orgel
Auf der Empore befindet sich eine Orgel mit etwa 3000 Pfeifen in 30 Registern auf zwei Manualen und Pedal. Sie wurde 1960 von Friedrich Heißler in Markelsheim gebaut und 1983 von Karl Göckel aus Malsch gründlich überholt.

## Nachweise
1. ↑  Glockeninspektion Erzbistum Freiburg: Kath. Pfarrkirche St. Mauritius in St. Leon-Rot

Koordinaten: 49° 15′ 52,3″ N, 8° 37′ 50,5″ O